# Las Palmas (Raketenstartplatz)
Der Raketenstartplatz Las Palmas in der argentinischen Provinz Chaco liegt etwa 50 km nordöstlich von Resistencia. Von hier wurden am 12. November 1966 zwei Höhenforschungsraketen vom Typ Titus gestartet, um eine Sonnenfinsternis zu beobachten. Dieses argentinisch-französische Projekt lief unter der Bezeichnung Opération Eclipse.
Der Startplatz hatte keinen offiziellen Namen und rangiert nicht nur unter der Bezeichnung „Las Palmas“, sondern auch unter „Lapachito“.
Nach dem Start der beiden Forschungsraketen wurden die Einrichtungen wieder abgebaut.